# Präsidentschaftswahl in der Elfenbeinküste 2000
Die Präsidentschaftswahl in der Elfenbeinküste 2000 fand am 22. Oktober statt.
Robert Guéï, der seit einem Militärputsch im Dezember 1999 einer „Militärischen Übergangsregierung“ vorstand, war einer der Kandidaten, die zur Wahl standen. Außer Laurent Gbagbo von der  Front Populaire Ivoirien (FPI) waren alle wichtigen potentiellen Kandidaten der Oppositionsparteien von der Wahl ausgeschlossen. Die Rassemblement des Républicains (RDR) und die Parti Démocratique de Côte d’Ivoire (PDCI-RCA) boykottierten die Wahlen als Reaktion auf den Ausschluss ihrer Kandidaten, Alassane Ouattara bzw. Emile Constant Bombet, durch das Oberste Gericht als Vollzug des Concept d’Ivoirité. Grundlage des Ausschlusses des aussichtsreichen Ouattara war eine neu eingeführte Klausel im Wahlgesetz, wonach nur Personen, deren beide Elternteile ivorische Staatsbürger sind, für das Präsidentenamt kandidieren dürfen. Zudem wurden Wählerlisten erstellt, um damit die Ivorität der Wähler anhand neuer Kriterien zu überprüfen. Dabei wurde vielen muslimischen Bewohnern im Norden die Staatsbürgerschaft und somit das Wahlrecht verweigert.
Im September 2000, kurz vor den Wahlen wurde ein Mordanschlag auf Gueï verübt als deren Organisator Ibrahim Coulibaly gilt. An dem Anschlag waren etwa 200 ivorische Deserteure beteiligt.
Als Guei erkennen musste, dass sein Gegenkandidat Laurent Gbagbo und dessen Front Populaire Ivoirien als Sieger aus den Wahlen hervorgegangen waren, weigerte er sich, das Ergebnis anzuerkennen. Gbagbo hatte bereits vor der Wahl seine Anhänger zum Protest aufgerufen, sollte es zu Wahlmanipulationen kommen. So kam es nach der Wahl zu einer allgemeinen Protestwelle, bei welcher sich die FPI-Anhänger mit Hilfe der mit der FPI sympathisierenden Gendarmerie durchsetzten. Guéï wurde zum Rücktritt und zur Flucht gezwungen. In der Folge kam es jedoch zu weiteren Zusammenstößen zwischen Anhängern der FPI und der RDR, deren Kandidat Ouattara bereits vor den Wahlen ausgeschlossen worden war. Zahlreiche Todesopfer waren die Folge dieser Zusammenstöße, wobei die meisten Opfer unter den RDR-Anhängern waren. Diese meist aus dem Norden stammenden Ivorer muslimischen Glaubens fielen zu einem Großteil Pogromen der Gendarmerie zum Opfer, wenngleich indirekt auch die FPI der Massaker beschuldigt wurden.
Diese Ereignisse waren letztlich das Vorspiel des Bürgerkriegs in der Elfenbeinküste ab 2002.

## Ergebnis
| Kandidaten                        | Parteien                              | Stimmen   | %    |
| --------------------------------- | ------------------------------------- | --------- | ---- |
| Laurent Gbagbo                    | Front Populaire Ivoirien              | 1.065.597 | 59,4 |
| Robert Guéï                       | Unabhängig                            | 587.267   | 32,7 |
| Francis Wodié                     | Parti ivoirien des travailleurs       | 102.253   | 5,7  |
| Théodore Mel                      | Union des démocrates de Côte d’Ivoire | 26.331    | 1,5  |
| Nicolas Dioulou                   | Unabhängig                            | 13.558    | 0,8  |
| Gesamt                            | Gesamt                                | 1.795.006 | 100  |
|                                   |                                       |           |      |
| Ungültige Stimmen                 | Ungültige Stimmen                     | 254.012   | 12,4 |
| Wähler                            | Wähler                                | 2.049.018 | 37,4 |
| Wahlberechtigte                   | Wahlberechtigte                       | 5.475.143 |      |
|                                   |                                       |           |      |
| Quelle: Africa Elections Database |                                       |           |      |